# Zabeel-Stadion
Das Zabeel-Stadion (arabisch ملعب زعبيل, DMG Malʿab Zaʿbīl) ist ein Mehrzweckstadion in Zabeel, einem Teil der Stadt Dubai in den Vereinigten Arabischen Emiraten. Es hat nach der Pro League eine Kapazität für 8472 Zuschauer und wurde am 20. Oktober 1980 eröffnet. Andere Quellen berichten aber auch von einer Eröffnung im Jahre 1974. Es wird vom Fußball-Klub al-Wasl als Heimspielstätte genutzt. Ursprünglich sollte es ein Stadion für die Asienmeisterschaft 2019 werden, kam jedoch am Ende nicht in die finale Auswahl.